# Jan Riesenkampf
Jan Riesenkampf (Zabrze, 1963) è un poeta polacco.
Ha pubblicato cinque libri di poesia e vari articoli su numerose riviste postmoderne.
È menzionato in Parnas Bis, enciclopedia della letteratura polacca dopo il periodo comunista.
Appartiene alla generazione dei 40. Scrive per il mensile postmodernista Lampa.
Ha anche tradotto Jacques Brel, Cesare Pavese, Lluís Llach, Kostantinos Kavafis, Marina Cvetaeva, Bulat Šalvovič Okudžava, Aleksandr Jakovlevič Rozenbaum, e la canzona famosa L’Internazionale di Eugène Pottier.
| Controllo di autorità | VIAF (EN) 164972743 · ISNI (EN) 0000 0001 1719 7522 · LCCN (EN) nb2004313920 |